# Eriopsela fenestrellensis
Eriopsela fenestrellensis is een vlinder uit de familie bladrollers (Tortricidae). De wetenschappelijke naam is voor het eerst geldig gepubliceerd in 1991 door Huemer.
De soort komt voor in Europa.